# 18 januari
18 januari is de 18e dag van het jaar in de gregoriaanse kalender. Hierna volgen nog 347 dagen (348 dagen in een schrikkeljaar) tot het einde van het jaar.

## Gebeurtenissen
- Algemeen
  - 532 - Nika-oproer in Constantinopel: Keizer Justinianus I geeft opdracht om de opstand in de hoofdstad te onderdrukken. Hij laat het Hippodroom afsluiten en onder bevel van generaal Belisarius worden ongeveer 30.000 burgers afgeslacht.
  - 1929 - IJje Wijkstra doodt in het Groningse Doezum vier veldwachters die zijn minnares Aaltje van der Tuin bij hem willen weghalen.
  - 1942 - Het koopvaardijschip Van Imhoff wordt door een Japans gevechtsvliegtuig tot zinken gebracht. De bewaking en bemanningsleden worden gered, maar meer dan 400 Duitse geïnterneerde burgers verdrinken.
  - 1990 - De FBI betrapt de burgemeester van Washington, Marion Barry, op heterdaad bij het gebruiken van cocaïne.
  - 2018 - Er woedt een zware storm over Ierland, Groot-Brittannië, België, Nederland, Duitsland en Polen. Er komen tien mensen om het leven, waarvan twee in Nederland. Ook wordt het treinverkeer volledig stilgelegd.

- Criminaliteit en veiligheid
  - 1993 - De voortvluchtige drugsbaron Pablo Escobar zet de gewapende strijd tegen de Colombiaanse staat voort en eist dat zijn privéleger op dezelfde manier wordt behandeld als de politieke guerrillagroepen in het Zuid-Amerikaanse land. Dit schrijft hij in een brief aan de nationale openbare aanklager, Gustavo de Greiff.

- Kunst en cultuur
  - 1975 - Vanaf vandaag staat de psycholoog Henk Jurriaans 25 dagen lang elke dag een uur als levend kunstwerk in het Amsterdamse Stedelijk Museum.
  - 2020 - Zangeres Floor Jansen, o.a. bekend van Nightwish en After Forever, ontvangt op festival Noorderslag in Groningen de Popprijs 2019.[1]

- Media
  - 2012 - Het Engelstalige gedeelte van Wikipedia gaat 24 uur offline uit protest tegen het SOPA-wetsvoorstel in de Verenigde Staten.[2]
  - 2024 - RTL 4 zendt de eerste aflevering van het nieuwe seizoen van het televisieprogramma Doet-ie 't of Doet-ie 't Niet? uit. De spelshow is gebaseerd op de formule van de gelijknamige spelshow die van 1988 tot en met 1997 door Peter Jan Rens werd gepresenteerd. Ruben Nicolai presenteert deze versie. De teamleiders zijn Leonie ter Braak, Roué Verveer en Jelka van Houten.[3]

- Politiek
  - 350 - Magnus Magnentius, Romeins usurpator, laat zichzelf tijdens een banket in Augustodonum (Gallië) tot keizer uitroepen.
  - 474 - Keizer Leo I overlijdt in Constantinopel aan dysenterie en wordt opgevolgd door zijn kleinzoon, de 6-jarige Leo II.
  - 1701 - Frederik I kroont zichzelf koning van Pruisen.
  - 1871 - Wilhelm I wordt de eerste keizer van het Duitse Keizerrijk.
  - 1966 - Indira Gandhi wordt tot premier van India gekozen.
  - 1974 - Ondertekening van de troepenscheiding tussen Egyptische en Israëlische troepen bij het Suezkanaal, resultaat van de pendeldiplomatie van Henry Kissinger.

- Religie
  - 1300 - Diether van Nassau wordt door paus Bonifatius VIII benoemd tot aartsbisschop van Trier
  - 2010 - André-Mutien Léonard, de toenmalige bisschop van Namen, wordt officieel voorgesteld als opvolger van Kardinaal Danneels als aartsbisschop van Mechelen-Brussel.

- Sport
  - 1963 - De twaalfde Elfstedentocht wordt verreden onder barre omstandigheden. Reinier Paping wint.
  - 2000 - Zwemmer Ian Thorpe scherpt in Sydney zijn eigen wereldrecord op de 200 meter vrije slag kortebaan (25 meter) aan tot 1.42,54.

- Wetenschap en technologie
  - 1903 - Guglielmo Marconi brengt een radioverbinding tot stand tussen de Verenigde Staten en Engeland. Het was een bericht in morse van president Theodore Roosevelt aan de Engelse koning Edward VII.
  - 1977 - Ontdekking van de bacterie die de legionairsziekte veroorzaakt.
  - 2002 - Formele opening van de Gemini-zuid telescoop in Chili, onderdeel van het Gemini-observatorium, voor observaties.[4]
  - 2020 - De planetoïde (63) Ausonia is in oppositie met de zon.[5]
  - 2022 - Microsoft maakt bekend computerspelontwikkelaar Activision Blizzard over te willen nemen voor een bedrag van ongeveer $69 miljard.[6]
  - 2023 - Lancering van een Falcon 9 raket van SpaceX vanaf Kennedy Space Center Lanceercomplex 40 voor de GPS III-6 missie met een navigatiesatelliet die deel gaat uitmaken van de Amerikaanse Navstar Global Positioning System constellatie.[7][8]
  - 2023 - De periodieke komeet 118P/Shoemaker-Levy bereikt het perigeum in zijn baan rond de zon tijdens deze verschijning.[9]
  - 2024 - Lancering van een Falcon 9 raket van SpaceX vanaf Kennedy Space Center Lanceercomplex 39 met een Dragon ruimtevaartuig voor de Axiom Mission 3 (AX-3) missie naar het ISS met bemanningsleden voormalig NASA astronaut Michael López-Alegría (gezagvoerder), kolonel van de Italiaanse luchtmacht Walter Villadei (piloot), missiespecialist Alper Gezeravcı uit Turkije en ESA astronaut Marcus Wandt uit Zweden.[10] Gezeravcı is de eerste Turkse astronaut.[11] Villadei maakte zijn eerste ruimtereis op 29 juni 2023 tijdens de suborbitale Galactic 01 missie waar hij verantwoordelijk was voor de Italiaanse VIRTUTE 1 missie.[12]
  - 2024 - In de avonduren staat de planeet Jupiter zo'n 3 graden ten zuiden van de Maan, de beide hemellichamen bereiken ook een conjunctie in rechte klimming.[13][14][15]
  - 2024 - Ter gelegenheid van de 80e verjaardag van de ingebruikname van de Colossus publiceert de Britse inlichtingendienst GCHQ tot nu toe onbekend gebleven foto's van het apparaat. De machine die tijdens WOII nazi-berichten in Enigma-code kon ontcijferen kan gezien worden als de eerste elektronische computer ook al woog het 1000 kg en vulde het een volledige kamer.[16][17]
  - 2024 - De Peregrine maanlander van het Amerikaanse bedrijf Astrobotic valt boven de Grote Oceaan gecontroleerd terug in de aardatmosfeer waardoor na 10 dagen een einde aan de missie is gekomen.[18]

## Geboren

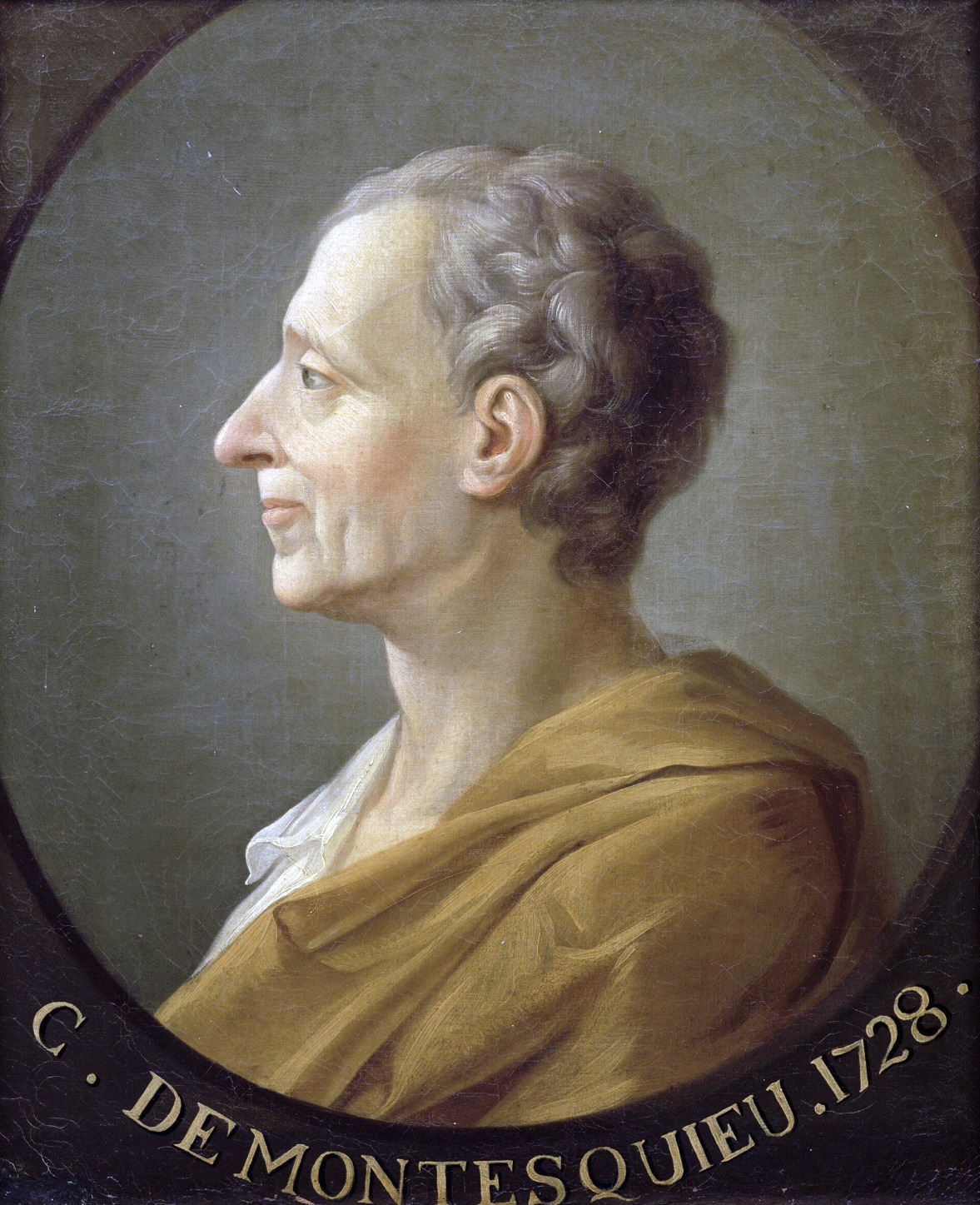
Charles de Montesquieu
geboren in 1689

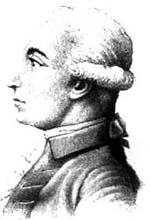
Louis-Claude de Saint-Martin
geboren in 1743

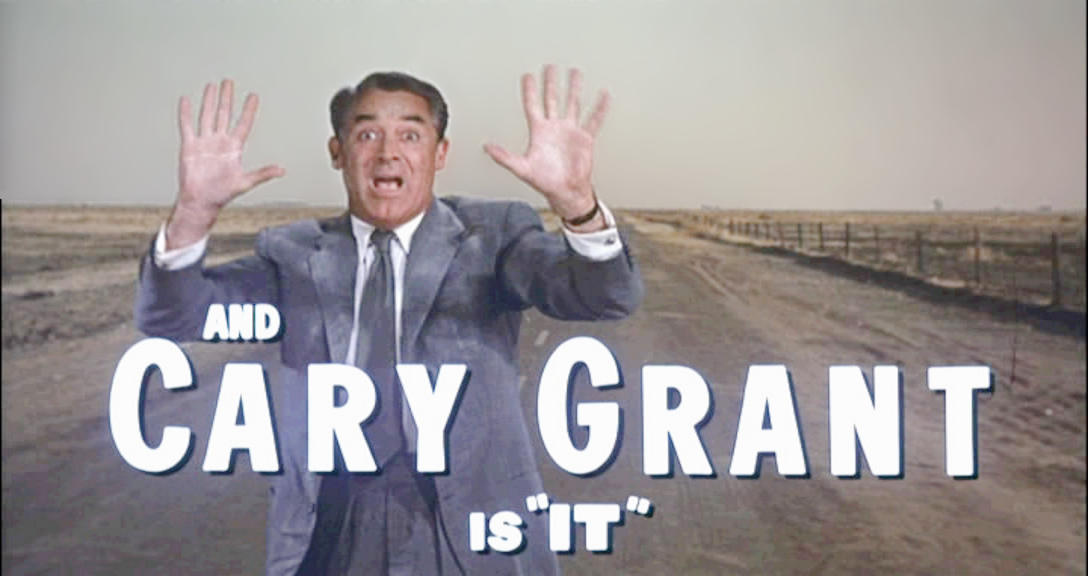
Cary Grant
geboren in 1904

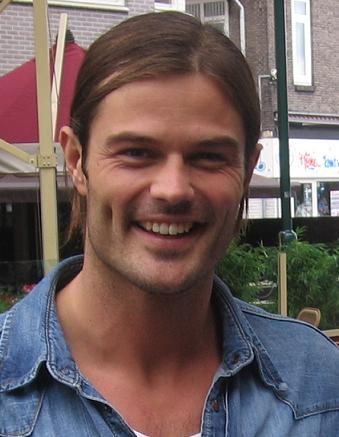
Arie Boomsma
geboren in 1974

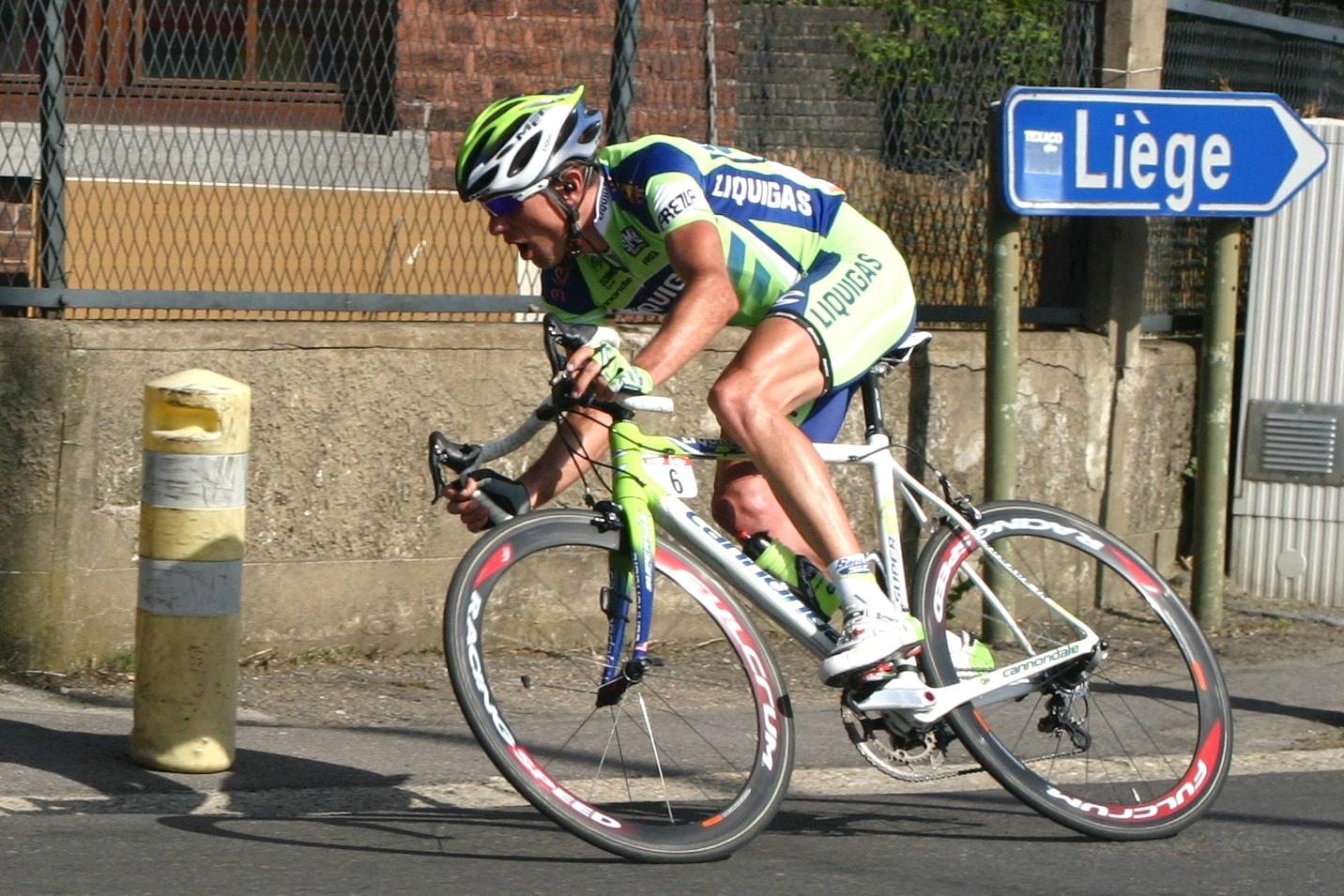
Vladimir Miholjević
geboren in 1974

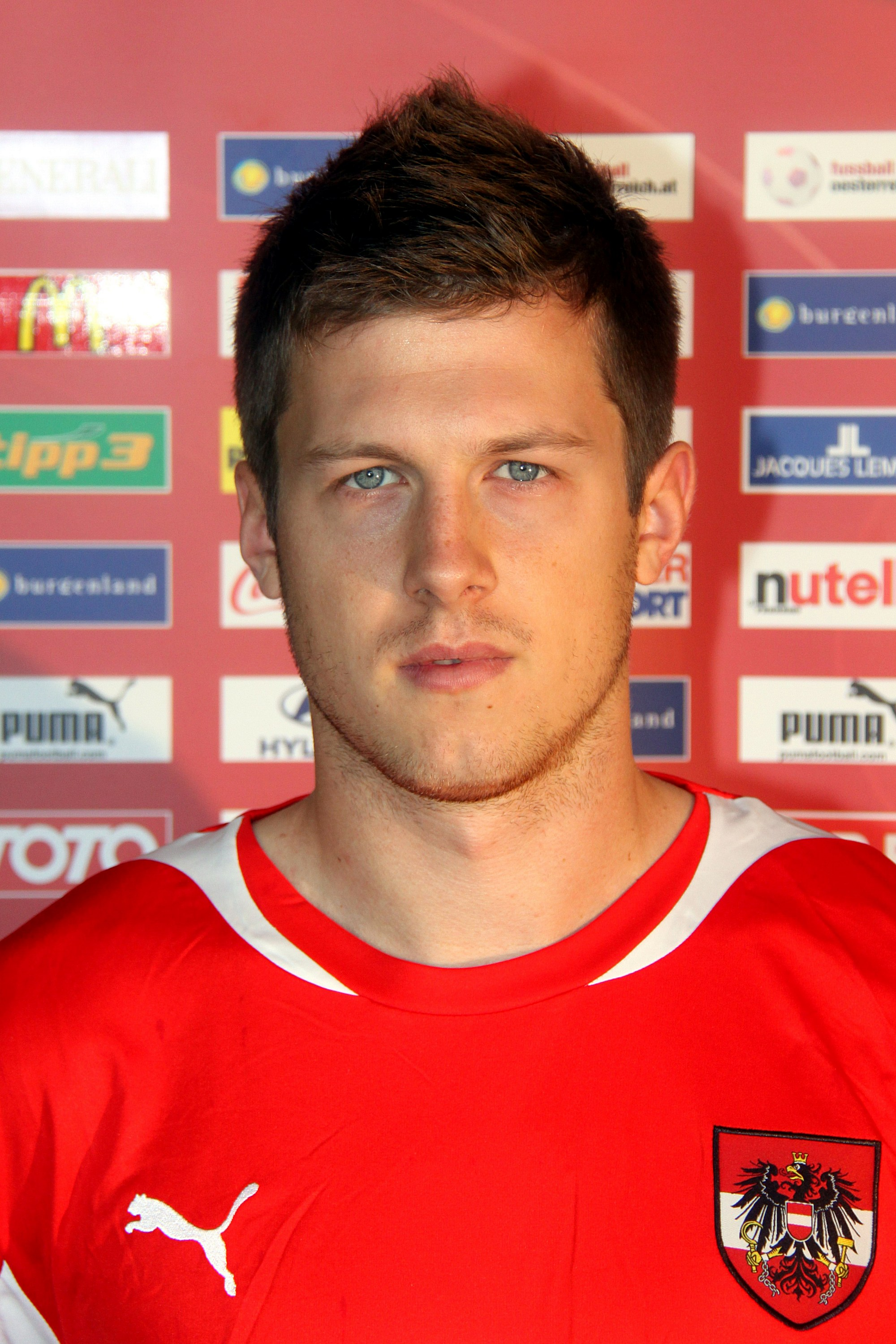
Deni Alar
geboren in 1990

- 1657 - Hendrik Casimir II van Nassau-Dietz, stadhouder van Friesland en Groningen (overleden 1696)
- 1689 - Charles de Montesquieu, Frans filosoof (overleden 1755)
- 1743 - Louis-Claude de Saint-Martin, Frans schrijver en filosoof (overleden 1803)
- 1795 - Anna Paulowna, gemalin van koning Willem II, Nederlands koningin (overleden 1865)
- 1796 - Charles de Brouckère, Belgisch politicus (overleden 1860)
- 1829 - Lodewijk Van Haecke, Belgisch rooms-katholiek priester en publicist (overleden 1912)
- 1845 - Hermann Grotefend, Duits archivaris en historicus (overleden 1931)
- 1857 - Otto von Below, Pruisisch militair (overleden 1944)
- 1867 - Rubén Darío, Nicaraguaans schrijver en dichter (overleden 1916)
- 1868 - Pim Kiderlen, Nederlands wielrenner (overleden 1931)
- 1872 - Paul Léautaud, Frans schrijver (overleden 1956)
- 1877 - Floris Stempel, Nederlands voetbalclub oprichter en voorzitter (overleden 1910)
- 1879 - Henri Giraud, Frans generaal (overleden 1949)
- 1880 - Paul Ehrenfest, Oostenrijks natuurkundige (overleden 1933)
- 1880 - Alfredo Ildefonso Schuster, Italiaans zalige, kardinaal-aartsbisschop van Milaan (overleden 1954)
- 1882 - G.H. 's-Gravesande, Nederlands schrijver, dichter en literair criticus (overleden 1965)
- 1882 - A.A. Milne, Engels schrijver (overleden 1956)
- 1884 - Leo Lauer, Nederlands sportjournalist (overleden 1931)
- 1886 - Peter Alma, Nederlands beeldend kunstenaar (overleden 1969)
- 1892 - Oliver Hardy, Amerikaans komiek (overleden 1957)
- 1894 - Wilhelm Tenhaeff, Nederlands parapsycholoog (overleden 1981)
- 1896 - Ville Ritola, Fins atleet en olympisch kampioen (overleden 1982)
- 1898 - Lotte Lenya, Oostenrijks zangeres (overleden 1981)
- 1900 - George Calnan, Amerikaans schermer (overleden 1933)
- 1902 - Alie van den Bos, Nederlands gymnaste (overleden 2003)
- 1902 - Otto Umbehr, Duits fotograaf en fotojournalist (overleden 1980)
- 1903 - Gladys Hooper, Brits supereeuwelinge (overleden 2016)
- 1904 - Cary Grant, Engels filmacteur (overleden 1986)
- 1906 - Nils Axelsson, Zweeds voetballer (overleden 1989)
- 1906 - Leslie Southwood, Brits roeier (overleden 1986)
- 1907 - Lina Haag, verzetsstrijdster en gevangene in het vrouwenconcentratiekamp (overleden 2012)
- 1908 - Armand Lepaffe, Belgisch atleet (overleden 1981)
- 1910 - Kenneth E. Boulding, Brits-Amerikaans econoom (overleden 1993)
- 1911 - José María Arguedas, Peruviaans schrijver (overleden 1969)
- 1911 - Danny Kaye, Amerikaans filmacteur en komiek (overleden 1987)
- 1914 - Arno Schmidt, Duits auteur (overleden 1979)
- 1915 - Santiago Carrillo, Spaans politicus (overleden 2012)
- 1916 - Rudolf Vleeskruijer, Nederlands taalkundige (overleden 1966)
- 1917 - Kenneth Mayhew, Brits militair (overleden 2021)
- 1919 - Joan Brossa i Cuervo, Catalaans letterkundige en plastisch kunstenaar (overleden 1998)
- 1919 - Juan Orrego-Salas, Chileens componist, muziekpedagoog en dirigent (overleden 2019)
- 1919 - Toni Turek, Duits voetballer (overleden 1984)
- 1921 - Yoichiro Nambu, Japans Amerikaans natuurkundige en Nobelprijswinnaar (overleden 2015)
- 1921 - Charley van de Weerd, Nederlands voetballer (overleden 2008)
- 1923 - Jan Ruff O'Herne, Nederlands-Australisch mensenrechtenactiviste (overleden 2019)
- 1923 - Gerrit Voorting, Nederlands wielrenner (overleden 2015)
- 1925 - Gilles Deleuze, Frans filosoof (overleden 1995)
- 1925 - Roepie Kruize, Nederlands hockeyer (overleden 1992)
- 1925 - Vjatsjeslav Solovjov, Sovjet voetballer en trainer (overleden 1996)
- 1926 - Hannie van Leeuwen, Nederlands politicus (overleden 2018)
- 1928 - Meta Gerritsen-Lever, Nederlands verzetsstrijdster (overleden 2024)
- 1929 - Tjerk Vermaning, Nederlands amateurarcheoloog (overleden 1987)
- 1930 - Rob van Mesdag, Nederlands roeier (overleden 2018)
- 1931 - Chun Doo-hwan, Zuid-Koreaans politicus; president 1980-1988 (overleden 2021)
- 1932 - Lode Van Outrive, Belgisch politicus (overleden 2009)
- 1932 - Ebbo van Weezenbeek, Nederlands skiffeur (overleden 1960)
- 1933 - John Boorman, Engels filmregisseur, -producent en scenarioschrijver
- 1933 - Ray Dolby, Amerikaans ingenieur en uitvinder (overleden 2013)
- 1933 - Jean Vuarnet, Frans alpineskiër (overleden 2017)
- 1934 - Cor Bernard, Nederlands burgemeester (overleden 2021)
- 1934 - Raymond Briggs, Brits illustrator en schrijver (overleden 2022)
- 1934 - Henk Chin A Sen, Surinaams politicus (overleden 1999)
- 1936 - Dieter Krause, Duits kanovaarder (overleden 2020)
- 1936 - Ante Žanetić, Joegoslavisch voetballer en voetbaltrainer (overleden 2014)
- 1937 - Yukio Endo, Japans gymnast (overleden 2009)
- 1937 - John Hume, Noord-Iers politicus (overleden 2020)
- 1938 - Tilly van der Zwaard, Nederlands atlete (overleden 2019)
- 1940 - Pedro Rodríguez de la Vega (Pedro Rodriguez), Mexicaans autocoureur (overleden 1971)
- 1940 - Iva Zanicchi, Italiaans zangeres
- 1941 - Bobby Goldsboro, Amerikaans pop- en countryzanger en songwriter
- 1941 - David Ruffin, Amerikaans soulzanger (overleden 1991)
- 1942 - Antônio Lima dos Santos (Lima), Braziliaans voetballer (overleden 2025)
- 1942 - Lout Mangelaar Meertens, Nederlands golfer
- 1942 - Johnny Servoz-Gavin, Frans autocoureur (overleden 2006)
- 1942 - Félix Siby, Gabonees ambtenaar en politicus (overleden 2006)
- 1943 - Vladimir Fedotov, Sovjet-Russisch voetballer en trainer (overleden 2009)
- 1943 - Paul Freeman, Brits acteur
- 1943 - Jenny Amelia Mulder, Nederlands beeldhouwster (overleden 1994)
- 1943 - Jean-Paul Spaute, Belgisch voetballer en voetbalvoorzitter (overleden 2009)
- 1944 - Relus ter Beek, Nederlands politicus, minister en Commissaris der Koningin in Drenthe (overleden 2008)
- 1944 - Paul Keating, Australisch politicus
- 1944 - Francisco Rezek, Braziliaans hoogleraar, politicus en rechter
- 1946 - Pieter Stoop, Nederlands kunstschilder en beeldhouwer
- 1947 - Takeshi Kitano, Japans mediapersoonlijkheid, schrijver en filmregisseur
- 1950 - Gianfranco Brancatelli, Italiaans autocoureur
- 1950 - Luís Carlos Machado (Escurinho), Braziliaans voetballer (overleden 2011)
- 1950 - Dino Meneghin, Italiaans basketballer
- 1950 - Gilles Villeneuve, Canadees autocoureur (overleden 1982)
- 1951 - Steve Grossman, Amerikaans jazzsaxofonist (overleden 2020)
- 1952 - Michael Behe, Amerikaans biochemicus en aanhanger intelligent design
- 1952 - Wim Rijsbergen, Nederlands voetballer en -trainer
- 1954 - Ted DiBiase, Amerikaans professioneel worstelaar
- 1955 - Kevin Costner, Amerikaans acteur
- 1955 - Hans van Tongeren, Nederlands acteur (overleden 1982)
- 1955 - Pol Verschuere, Belgisch wielrenner
- 1956 - Martin Heylen, Belgisch presentator en programmamaker
- 1956 - Jack Sherman, Amerikaans (studio)gitarist (overleden 2020)
- 1957 - Arnoldo Iguarán, Colombiaans voetballer
- 1958 - Bernard Genghini, Frans voetballer
- 1959 - Marnik Baert, Belgisch acteur, regisseur en ontwerper
- 1959 - Marc Calon, Nederlands gedeputeerde van de provincie Groningen
- 1960 - Anne Evers, Nederlands voetballer
- 1960 - Loren Legarda, Filipijns politicus
- 1960 - Andrea Pazzagli, Italiaans voetballer (overleden 2011)
- 1961 - Peter Beardsley, Engels voetballer
- 1962 - Wilma Geldof, Nederlands kinderboekenschrijfster
- 1963 - Ed Brown, Amerikaans ondernemer en autocoureur
- 1963 - Vera Pauw, Nederlands voetbalcoach
- 1964 - Tomas Engström, Zweeds autocoureur
- 1964 - Ruud van Rijen, Nederlands muziekproducent
- 1965 - John Talen, Nederlands wielrenner
- 1966 - Aleksandr Chalifman, Russisch schaker
- 1967 - Pieter Huistra, Nederlands voetballer
- 1967 - Iván Zamorano, Chileens voetballer
- 1969 - Dave Bautista, Amerikaans worstelaar
- 1969 - Ever Palacios, Colombiaans voetballer
- 1969 - Olivier Abbeloos, Belgisch danceproducer
- 1970 - Peter Van Petegem, Belgisch wielrenner
- 1971 - Jonathan Davis, Amerikaans (metal)zanger (Korn)
- 1971 - Christian Fittipaldi, Braziliaans autocoureur
- 1971 - Josep Guardiola, Spaans voetballer
- 1971 - Peggy Jane de Schepper, Nederlands actrice
- 1972 - Martin Cruijff, Nederlands voetballer
- 1972 - Kjersti Tysse Plätzer, Noors atlete
- 1973 - Makiko Ito, Japans atlete
- 1973 - Natascha Slijpen, Nederlands schrijfster en kunstschilderes (overleden 2007)
- 1973 - Regilio Vrede, Nederlands voetballer
- 1974 - Arie Boomsma, Nederlands presentator
- 1974 - Prinses Claire van België
- 1974 - Anke Engels, Nederlands actrice
- 1974 - Steve Lomas, Noord-Iers voetballer
- 1974 - Vladimir Miholjević, Kroatisch wielrenner
- 1974 - Pablo Pereira, Argentijns volleyballer
- 1975 - Alan Black, Noord-Iers voetbalscheidsrechter
- 1975 - Nurlaila Karim, Nederlands (musical)actrice
- 1975 - Arjan Pisha, Albanees voetballer
- 1976 - Laurence Courtois, Belgisch tennisster
- 1976 - Lars Paaske, Deens badmintonner
- 1977 - Didier Dinart, Frans handballer
- 1977 - Jean-Patrick Nazon, Frans wielrenner
- 1978 - Thor Hushovd, Noors wielrenner
- 1978 - Bogdan Lobonț, Roemeens voetbaldoelman
- 1978 - Stev Theloke, Duits zwemmer
- 1979 - William Collum, Schots voetbalscheidsrechter
- 1979 - Paulo Ferreira, Portugees voetballer
- 1980 - Edgar Álvarez, Hondurees voetballer
- 1980 - Lin Na, Chinees atlete
- 1980 - Estelle Swaray, Brits zangeres
- 1981 - Joost van Bennekom, Nederlands atleet
- 1981 - Alessio Boggiatto, Italiaans zwemmer
- 1981 - Andrei Karpovich, Kazachs voetballer
- 1981 - Christophe Kern, Frans wielrenner
- 1981 - Olivier Rochus, Belgisch tennisser
- 1982 - Mary Keitany, Keniaans atlete
- 1983 - Eldorjan Hamiti, Albanees voetbalscheidsrechter
- 1983 - Emiel Sandtke, Nederlands acteur
- 1984 - Nasserredine Fillali, Algerijns bokser
- 1985 - Oluwafemi Ajilore (Femi), Nigeriaans voetballer
- 1985 - Jacob Clear, Australisch kanovaarder
- 1985 - Elke Clijsters, Belgisch tennisster
- 1986 - Mateusz Demczyszak, Pools atleet
- 1986 - Valj Semerenko, Oekraïens biatlonatlete
- 1986 - Vita Semerenko, Oekraïens biatlonatlete
- 1987 - Johan Djourou, Zwitsers voetballer
- 1987 - Vincent Vanryckeghem, Belgisch atleet
- 1988 - Angelique Kerber, Duits tennisster
- 1988 - Mustafa Korkmaz, Nederlands rolstoelbasketballer
- 1988 - Boy van Poppel, Nederlands wielrenner
- 1988 - Amelie Rosseneu, Belgisch judoka
- 1989 - Ibrahim Maaroufi, Belgisch voetballer
- 1989 - Chen Long, Chinees badmintonner
- 1990 - Deni Alar, Kroatisch-Oostenrijks voetballer
- 1990 - Hayle İbrahimov, Ethiopisch-Azerbeidzjaans atleet
- 1990 - Sofija Novoselić, Kroatisch alpineskiester
- 1990 - Tilahun Regassa, Ethiopisch atleet
- 1991 - Steef de Bot, Nederlands acteur
- 1992 - Mathieu Faivre, Frans alpineskiër
- 1992 - Steph Houghton, Engels voetbalster
- 1992 - Dagny Knutson, Amerikaans zwemster
- 1992 - Berglind Björg Þorvaldsdóttir, IJslands voetbalster
- 1993 - Roxeanne Hazes, Nederlands zangeres
- 1993 - Benito van de Pas, Nederlands darter
- 1993 - Juan Fernando Quintero, Colombiaans voetballer
- 1993 - Morgan York, Amerikaans actrice
- 1995 - Jack Miller, Australisch motorcoureur
- 1995 - Farida Osman, Egyptisch zwemster
- 1996 - Kylie Masse, Canadees zwemster
- 1997 - Pantelis Hatzidiakos, Nederlands-Grieks voetballer
- 1998 - Éder Militão, Braziliaans voetballer
- 1998 - Lisandro Martínez, Argentijns voetballer
- 1999 - Tanja Pawollek, Pools voetbalster
- 2001 - Sebastian Priaulx, Brits autocoureur
- 2001 - Thomas Raggi, Italiaans gitarist (Måneskin)
- 2002 - Sofie Bredgaard, Deens voetbalster
- 2002 - Anass Salah-Eddine, Nederlands voetballer
- 2003 - Ilay Camara, Belgisch voetballer
- 2005 - Benedetta Pilato, Italiaans zwemster

## Overleden

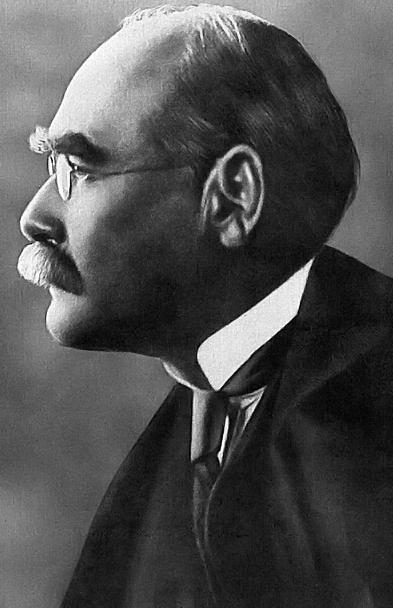
Rudyard Kipling
overleden in 1936

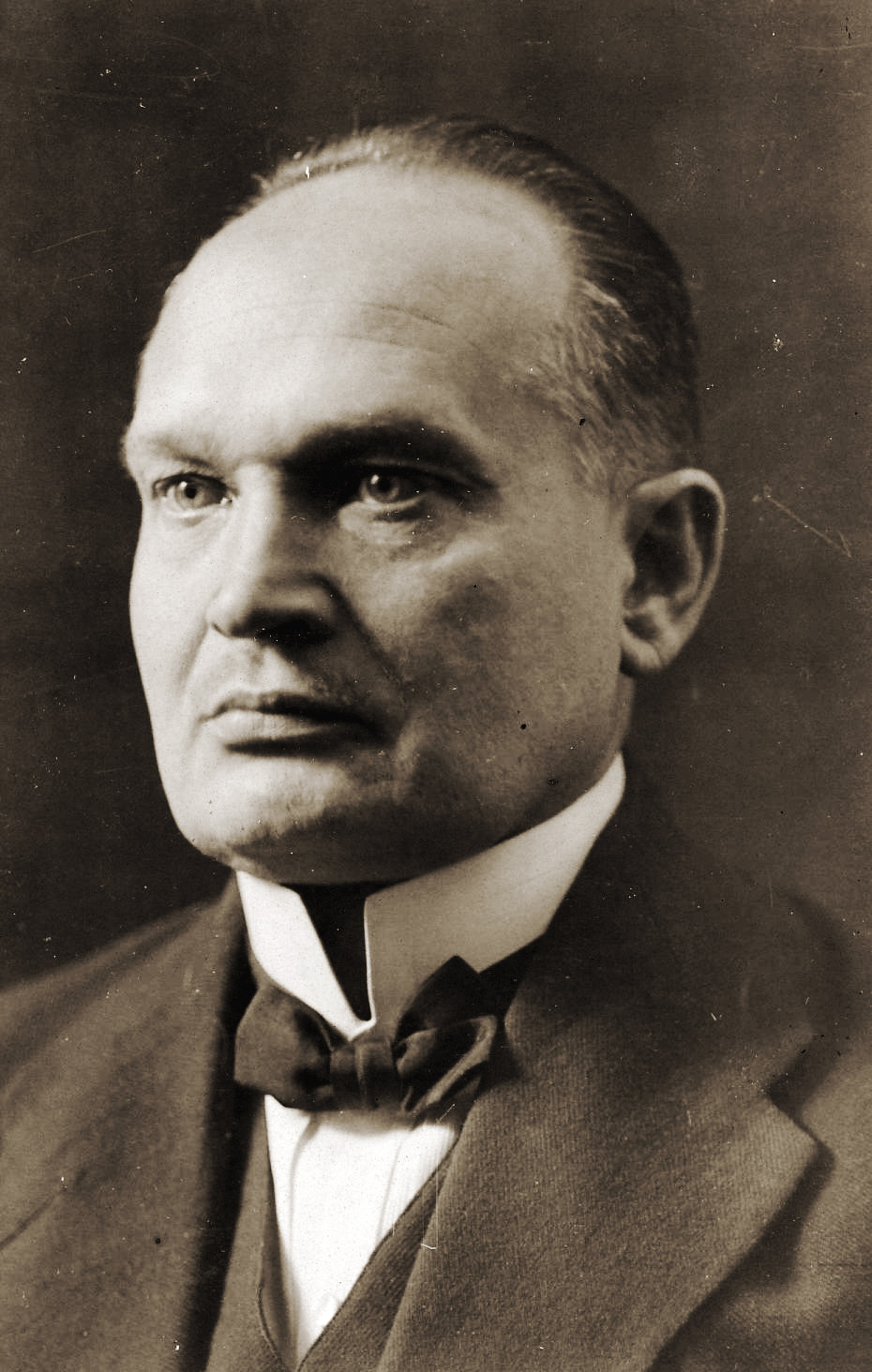
Konstantin Päts
overleden in 1956

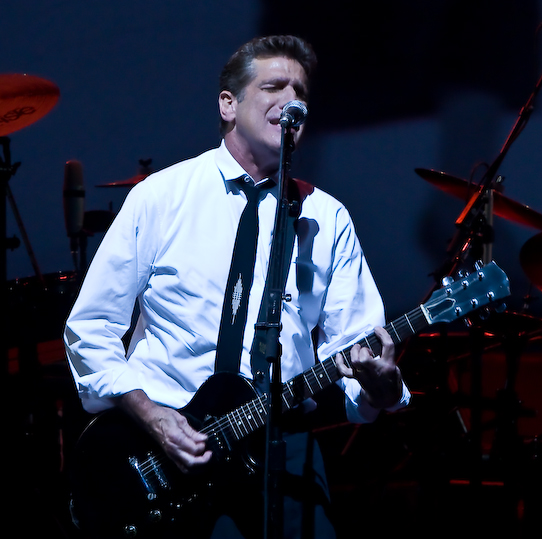
Glenn Frey
overleden in 2016

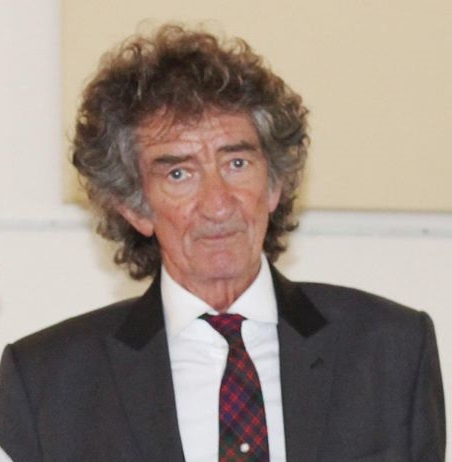
Mike Kellie
overleden in 2017

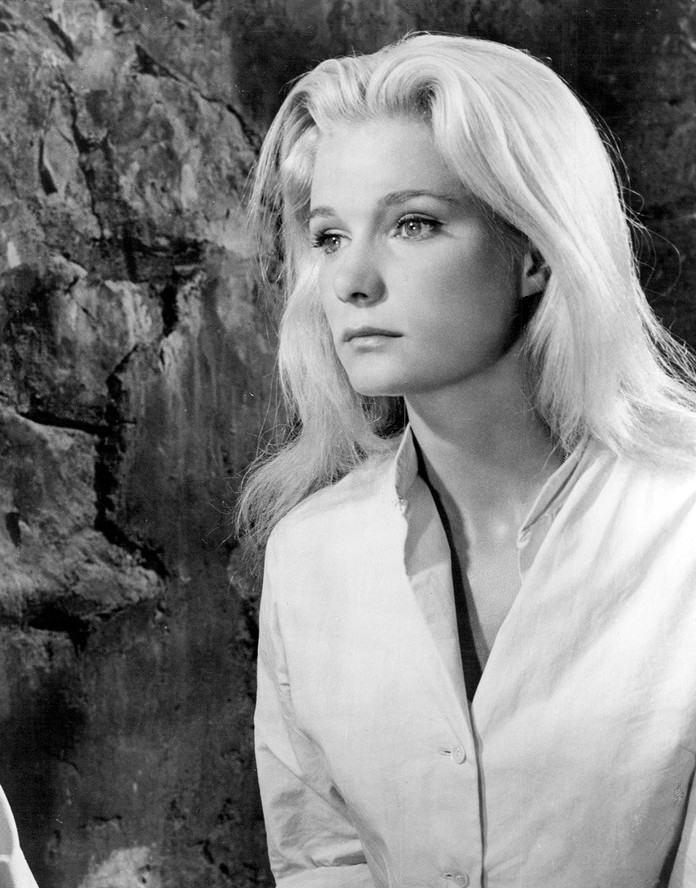
Yvette Mimieux
overleden in 2022

- 52 v.Chr. - Publius Clodius Pulcher Romeins volksmenner
- 474 - Leo I van Byzantium (ca. 73), keizer van het Oost-Romeinse Rijk
- 1367 - Peter I van Portugal (46), koning van Portugal van 1357 tot 1367
- 1451 - Hendrik II van Nassau-Siegen (37), graaf van Nassau-Siegen, Vianden en Diez
- 1547 - Pietro Bembo (76), Italiaans kardinaal en schrijver
- 1586 - Margaretha van Parma (63), landvoogdes voor Filips II over de Nederlanden
- 1677 - Jan van Riebeeck (57), stichter van de eerste Europese kolonie in Zuid-Afrika
- 1685 - Wentworth Dillon, Engels dichter
- 1750 - Amalia Louise van Koerland (62), regentes van Nassau-Siegen
- 1859 - Alfred Vail (51), Amerikaans uitvinder
- 1862 - John Tyler (71), tiende President van de Verenigde Staten
- 1890 - Mariano Guadalupe Vallejo (82), Mexicaans-Amerikaans militair en politicus
- 1908 - Herman Snellen (73), Nederlands oogarts en hoogleraar oogheelkunde
- 1914 - Georges Picquart (59), Frans legerofficier en oorlogsminister
- 1936 - Rudyard Kipling (70), Engels schrijver (o.a. The Jungle Book)
- 1945 - Lammertje Zondag, (76) eerste Nederlandse vrouwelijke topcrimineel
- 1954 - Sydney Greenstreet (74), Brits acteur
- 1956 - Konstantin Päts (81), president van Estland
- 1958 - Beatrix de Rijk (74), Nederlands luchtvaartpionier
- 1959 - Henri Koot (75), Nederlands deskundige op het gebied van cryptografie en cryptologie
- 1965 - Wilhelm Lamszus (83), Duits leraar en schrijver
- 1985 - Jos Moerenhout (75), Belgisch componist en dirigent
- 1986 - Etienne Caron (±64), Nederlands kunstschilder
- 1993 - Niberco (67), Nederlands goochelaar
- 1995 - Felix De Boeck (97), Belgisch schilder en landbouwer
- 1997 - Henry Hermansen (75), Noors biatleet en langlaufer
- 1999 - Günter Strack (69), Duits acteur
- 2000 - Wim Krijt (85), Nederlands fotograaf
- 2000 - Pieter de Wolff (88), directeur Nederlands Centraal Planbureau
- 2000 - Jester Hairston (98), Amerikaans koordirigent, componist en acteur
- 2001 - Edward Goffinet (73), Belgisch geestelijke
- 2001 - Boris Stenin (66), Russisch langebaanschaatser, schaatscoach en wetenschapper
- 2001 - Henk Tieman (79), Nederlands kunstenaar
- 2005 - Earl S. Pomeroy (89), Amerikaans historicus
- 2006 - Werner Löwenhardt (86), Nederlands grafisch ontwerper
- 2006 - Hans Roest, (88), journalist en uitgever
- 2006 - Anton Rupert (89), Zuid-Afrikaans ondernemer en filantroop
- 2006 - Östen Warnerbring (71), Zweeds zanger en liedjesschrijver
- 2007 - Julie Winnefred Bertrand (115), oudst levende vrouw ter wereld
- 2008 - Freddie Cavalli (52), Nederlands muzikant
- 2008 - Allan Melvin (84), Amerikaans acteur
- 2009 - João Aguardela (39), Portugees zanger
- 2009 - Kathleen Byron (86), Engels actrice
- 2009 - Enrique Dumas (73), Argentijns tangozanger
- 2009 - Tony Hart (83), Engels televisiepresentator
- 2009 - Nora Kovach (77), Amerikaans-Hongaars ballerina
- 2009 - Georg Lentz (80), Duits uitgever en schrijver
- 2009 - Grigore Vieru (73), Moldavisch dichter
- 2010 - Bibeb (95), Nederlands journaliste
- 2010 - Lino Grava (82), Italiaans voetballer
- 2010 - Kate McGarrigle (63), Canadees folkzangeres
- 2010 - Robert B. Parker (77), Amerikaans auteur
- 2010 - Josephus Tethool (75), Indonesisch bisschop
- 2010 - Werner Theunissen (67), Nederlands muzikant en componist
- 2010 - Ursula Vian-Kübler (84), Zwitsers danseres en actrice
- 2011 - George Crowe (89), Amerikaans honkballer
- 2011 - Marcel Marlier (80), Belgisch illustrator
- 2011 - Paul Meyers (89), Belgisch burgemeester van Hasselt (1963–1988) en minister
- 2011 - Frans Minnaert (81), Belgisch kunstschilder
- 2011 - Sargent Shriver (95), Amerikaans politicus
- 2012 - Jack Bonnier (85), Nederlands burgemeester
- 2012 - Jenny Tomasin (75), Brits actrice
- 2013 - Sean Fallon (90), Iers voetballer
- 2013 - Alfons Lemmens (93), Nederlands voetballer
- 2013 - Jon Mannah (23), Australisch rugbyspeler
- 2013 - Morné van der Merwe (39), Zuid-Afrikaans rugbyspeler
- 2014 - Frans Vermeyen (70), Belgisch voetballer
- 2015 - Piet van der Sanden (90), Nederlands journalist en politicus
- 2015 - Ad Smolders (80), Nederlands voetballer
- 2015 - Philippe Vocanson (110), Frans supereeuweling
- 2016 - Glenn Frey (67), Amerikaans gitarist en singer-songwriter
- 2016 - Mike MacDowel (83), Brits autocoureur
- 2016 - Else Marie Pade (91), Deens componiste
- 2016 - Michel Tournier (91), Frans schrijver
- 2017 - Peter Henry Abrahams (97), Zuid-Afrikaans schrijver, journalist en dichter
- 2017 - Mike Kellie (69), Brits multi-instrumentalist, producer en songwriter
- 2017 - Wilhelm Noll (90), Duits zijspan-motorcoureur
- 2018 - Luc Beyer (84), Belgisch presentator, journalist, auteur en politicus
- 2018 - Alexander Götz (89), Oostenrijks politicus
- 2018 - Peter Mayle (78), Brits schrijver
- 2019 - Etienne Vermeersch (84), Belgisch filosoof
- 2020 - David Olney (71), Amerikaans singer-songwriter
- 2021 - Jean-Pierre Bacri (69), Frans acteur en scenarioschrijver
- 2021 - Hans de Boer (66), Nederlands econoom, bestuurder en ondernemer
- 2021 - Rikkert La Crois (86), Nederlands voetballer
- 2021 - Lubomir Kavalek (77), Tsjechisch schaakgrootmeester
- 2021 - David Richardson (65), Amerikaans scenarioschrijver
- 2021 - Jimmie Rodgers (87), Amerikaans popzanger
- 2022 - David Cox (97), Brits statisticus
- 2022 - Saturnino de la Fuente Garcia (112), Spaans supereeuweling
- 2022 - Francisco Gento (Paco) (88), Spaans voetballer
- 2022 - Dick Halligan (78), Amerikaans muzikant
- 2022 - Shi Jiuyong (96), Chinees jurist
- 2022 - Yvette Mimieux (80), Amerikaans actrice
- 2022 - Ghislaine Nuytten (67), Belgisch model, mode-journaliste en presentatrice
- 2022 - Janice Smith (76), Amerikaans schaatsster
- 2023 - David Crosby (81), Amerikaans gitarist en singer-songwriter
- 2023 - Marcel Zanini (99), Turks-Frans jazzklarinettist
- 2024 - Donald Adamson (84), Brits historicus, biograaf en schrijver
- 2024 - Marjon Brandsma (80), Nederlands actrice
- 2024 - Jan Zaanen (66), Nederlands theoretisch natuurkundige
- 2025 - Garry Brooke (64), Brits voetballer

## Viering/herdenking
- Rooms-Katholieke kalender:
  - Heilige Prisca van Rome († ca. 269)
  - Heiligen Faustina en Liberata (Liberd) († 580)
  - Heiligen 37 Martelaren van Egpyte: Orion († 2e/3e eeuw)
  - Heilige Margaretha van Hongarije († 1271)
  - Zalige Beatrix van Este († 1262)
  - Zalige Andreas Grego van Piscara († 1485)

## Weerextremen

### Nederland
| | Officiële records | Officiële records | Officiële records |      | Landelijke records | Landelijke records | Landelijke records                             |
| Gebeurtenis | Jaar              | Extreem           | Locatie           | Jaar | Extreem            | Locatie            |                                                |
| --- | ----------------- | ----------------- | ----------------- | ---- | ------------------ | ------------------ | ---------------------------------------------- |
| Laagste etmaalgemiddelde temperatuur (°C) | 1963              | −10,5             | De Bilt           |      | 1963               | −13,8              | Maastricht                                     |
| Hoogste etmaalgemiddelde temperatuur (°C) | 2007              | 10,6              | De Bilt           |      | 2007               | 11,8               | Westdorpe, Maastricht                          |
| Laagste minimumtemperatuur (°C) | 1963              | −18,2             | De Bilt           |      | 1963               | −20,3              | Soesterberg                                    |
| Hoogste minimumtemperatuur (°C) | 1920, 1939        | 8,6               | De Bilt           |      | 1934               | 8,9                | Maastricht                                     |
| Laagste maximumtemperatuur (°C) | 1942              | −6,4              | De Bilt           |      | 1963               | −10,4              | Maastricht                                     |
| Hoogste maximumtemperatuur (°C) | 2007              | 14,1              | De Bilt           |      | 2007               | 14,9               | Westdorpe                                      |
| Hoogste uurgemiddelde windsnelheid (m/s) | 1906, 1948        | 17,0              | De Bilt           |      | 2018               | 30,0               | Hoek van Holland                               |
| Hoogste windstoot (m/s) | 2018              | 34,0              | De Bilt           |      | 2018               | 40,0               | Hoek van Holland                               |
| Langste zonneschijnduur (uur) | 1935              | 7,1               | De Bilt           |      | 1982 2004 2016     | 7,5                | Maastricht Vlissingen Arcen, Eindhoven, Volkel |
| Langste neerslagduur (uur) | 2015              | 13,0              | De Bilt           |      | 1986               | 18,0               | Eindhoven                                      |
| Hoogste etmaalsom van de neerslag (mm) | 2007              | 24,8              | De Bilt           |      | 2007               | 37,8               | Stavoren                                       |
| Laagste etmaalgemiddelde relatieve vochtigheid (%) | 1903              | 61                | De Bilt           |      | 1903               | 61                 | De Bilt                                        |
| Laagste uurwaarde luchtdruk op zeeniveau (hPa) | 1945              | 975,1             | De Bilt           |      | 1945               | 971,6              | Eelde                                          |
| Hoogste uurwaarde luchtdruk op zeeniveau (hPa) | 1907              | 1044,2            | De Bilt           |      | 1907               | 1044,4             | De Kooy                                        |
| Officiële records worden altijd gemeten op het KNMI-weerstation in De Bilt. Landelijke records kunnen worden gemeten op elk officieel KNMI-weerstation in Nederland. |                   |                   |                   |      |                    |                    |                                                |

Uitzonderlijke gebeurtenissen
- 1926 - Officieel laagste minimumtemperatuur in °C van het jaar gemeten in De Bilt: −12,8
- 1963 - Officieel laagste minimumtemperatuur in °C van het jaar gemeten in De Bilt: −18,2
- 1972 - Officieel laagste minimumtemperatuur in °C van het jaar gemeten in De Bilt: −11,8
- 2023 - Officieel langste zonneschijnduur in uren van januari dit jaar gemeten in De Bilt: 5,9
- 2024 - Landelijk laagste minimumtemperatuur in °C van het jaar gemeten in Ell: −10,4 (voorlopig)
- 2024 - Landelijk laagste minimumtemperatuur in °C van januari dit jaar gemeten in Ell: −10,4 (voorlopig)
- 2024 - Eerste landelijke dag van het jaar met strenge vorst gemeten in Ell (minimumtemperatuur < −10 °C op een officieel weerstation)

### België
Dagrecords
- 1838 - Laagste etmaalgemiddelde temperatuur −15,6 °C. Dit is de koudste dag ooit sinds 1833.
- 2007 - Hoogste etmaalgemiddelde temperatuur 11,9 °C
- 1838 - Laagste minimumtemperatuur −17,3 °C
- 2007 - Hoogste maximumtemperatuur 14,9 °C
- 1945 - Hoogste etmaalsom van de neerslag 21,8 mm

Uitzonderlijke gebeurtenissen
- 1912 - IJzel teistert het land. De ijslaag is hier en daar meerdere millimeters dik.
- 2007 - Er worden windstoten van meer dan 120 km/u waargenomen tijdens de storm die door Duitse meteorologen Kyrill is gedoopt.
- 2007 - Op sommige plekken zijn er overstromingen ten gevolge van overvloedige neerslag.

<< · 1 · 2 · 3 · 4 · 5 · 6 · 7 · 8 · 9 · 10 · 11 · 12 · 13 · 14 · 15 · 16 · 17 · 18 · 19 · 20 · 21 · 22 · 23 · 24 · 25 · 26 · 27 · 28 · 29 · 30 · 31 · >>